# Ernst Krukowski
Ernst Krukowski (* 2. April 1918 in Gevelsberg, Westfalen; † 22. Oktober 1982 in Berlin) war ein deutscher Opernsänger (Bariton).

## Leben
Krukowski studierte Gesang an der Musikhochschule Köln. Er gab 1939 sein Debüt am Stadttheater Bremen. Nach dem Zweiten Weltkrieg ging er als Konzertsänger auf Tournee.
Er hatte dann Engagements am Deutschen Theater Göttingen von 1947 bis 1949, am Staatstheater Saarbrücken von 1949 bis 1951 und am Stadttheater Basel von 1951 bis 1953. Ab 1953 war Ensemblemitglied der Städtischen Oper Berlin, die 1961 in Deutsche Oper Berlin umbenannt wurde. Gastspiele führten in an die Bayerische Staatsoper in München, die Staatsoper Stuttgart und die Staatsoper Wien, an die Oper Köln und zu den Bayreuther Festspielen, wo er 1963 den Hans Foltz in Richard Wagners Meistersingern darbot sowie nach Paris und Brüssel.
Krukowski war mit Lilo Herbeth verheiratet, einer Solotänzerin an der Städtischen Oper Berlin.

## Aufführungen

### Premieren

#### Berlin
- 1961 Alkmene von Giselher Klebe
- 1966 Amerika von Roman Haubenstock-Ramati, nach der Der Verschollene (Amerika) von Franz Kafka
- 1969 Zweihunderttausend Taler von Boris Blacher
- 1979 Der Untergang der Titanic von Wilhelm Dieter Siebert

#### Mailand
- 1969 Ulisse von Luigi Dallapiccola[1]

## Fernsehauftritte
- 1962 Der Postillon der Lonjumeau
- 1963 Berlin-Melodie
- 1964 Tiefland als Moruccio

### Quizsendungen
- 1964 Gut gefragt ist halb gewonnen
- 1973 Dalli Dalli